# 北押原村
北押原村（きたおしはらむら）は栃木県の北西部、上都賀郡に属していた村である。

## 地理
- 河川：黒川、大芦川

## 歴史
- 1889年（明治22年）4月1日 町村制施行により、樅山村、村井村、上殿村、塩山村、奈佐原村、日光奈良部村、上奈良部村、下奈良部村が合併し上都賀郡北押原村が成立する。
- 1954年（昭和29年）10月1日 （旧）鹿沼市、菊沢村、東大芦村、板荷村、西大芦村、加蘇村、北犬飼村と合併し鹿沼市となる。